# Meir Wilchek

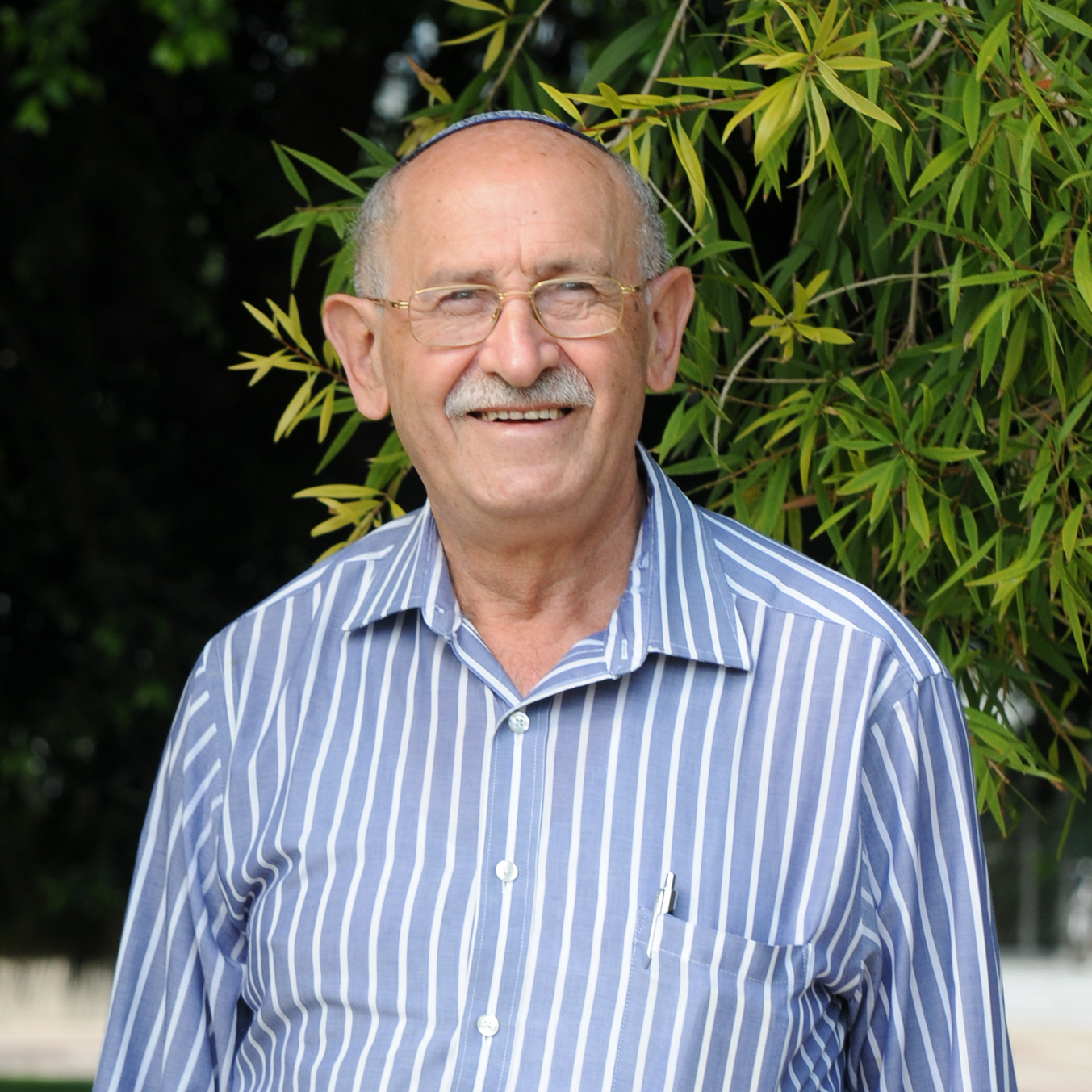
Meir Wilchek

Meir Wilchek (* 17. Oktober 1935 in Warschau) ist ein israelischer Biochemiker. Er ist für die Entwicklung der Affinitätschromatographie und deren Anwendung (auch zum Beispiel in der Hämoperfusions-Therapie) bekannt und für die Entwicklung von Affinity Labeling und Affinitätstherapie.

## Leben und Wirken
Wilchek entkam dem Holocaust über Sibirien und kam 1949 mit seiner Mutter und Schwester nach Israel. Sein Vater starb im KZ Flossenbürg. Nach Dienst in der israelischen Luftwaffe studierte er Chemie und Physik an der Bar-Ilan-Universität (Bachelor 1960) und wurde 1963 am Weizmann-Institut promoviert, während er gleichzeitig als Chef-Chemiker in einer Firma arbeitete (Yeda Research and Development Company, Rechovot). Er ist Professor am Weizmann-Institut und war dort Dekan der Fakultät für Biophysik und Biochemie.
1987 erhielt er den Wolf-Preis in Medizin mit Pedro Cuatrecasas. 1990 erhielt er den Israel-Preis, im selben Jahr den Sarstedt-Preis, den Pierce-Preis und 1984 den Rothschild-Preis. Er ist Mitglied der Israelischen Akademie der Wissenschaften und des Institute of Medicine der National Academy of Sciences. Er ist mehrfacher Ehrendoktor (University of Waterloo, Universität Jyväskylä, Bar-Ilan-Universität, Ben-Gurion-Universität im Negev). 2004 erhielt er die Wilhelm-Exner-Medaille und 2005 den EMET-Preis. Er ist Ehrenbürger von Rechovot.